# Метас
Метас, метакриловий кополімер (рос. метакриловый сополимер (метас); англ. metacryl copolymer; нім. Metakrilkopolymer n) ― кополімер метакрилової кислоти та метакриламіду. 
Ефективний понижувач водовіддачі та уповільнювач тужавіння тампонажних розчинів за температур до 250 °C; діє за будь-якого вмісту хлоридів у розчині; застосовується у вигляді 7-10% воднолужного розчину; зберігати належить за умов, які виключають зволоження. Метас використовують (в обмежених масштабах) як основний компонент у водоізолювальному складі, призначеному для ремонту свердловин, а також як хімічну домішку при приготуванні висококонцентрованих водовугільних суспензій. 
Характеристика товарного реагенту (ТУ 6-01-125-67): склад, %: матакрилової кислоти CH2=C(CH3)COOH ― бл. 55; метакриламіду ― бл. 45; молекулярна маса ― 2.106; розчинність у нейтральних кислотних середовищах обмежена, в 1-2% розчинах їдкого натру ― добра; динамічний коефіцієнт в’язкості в дистильованій воді за концентрації 0,2-0,6%, мПа.с ― 5-15; вологість,%: 40-65; випускається у вигляді порошку чи ґранул білого або жовтувато-сірого кольору; форма постачання – у крафтмішках масою 20-25 кг.
Наявність метильних груп у складі молекулярного ланцюга надає розчинам реагенту підвищену гідрофобізуючу здатність, структуризована маса внаслідок цього набухає меншою мірою, ніж реагенти на акриловій основі. Це зумовило низьку ефективність метасу в промислових умовах, хоч у лабораторних умовах він показав себе як ефективний водоізолювальний реагент. Його застосовують як знижувач водовіддачі в бурінні, для полімерного заводнення нафтових пластів, а також як пластифікатор висококонцентрованих водовугільних суспензій. 